# Альков
Алько́в (араб. الْقُبَّة‎ — «шатёр» или «маленькая комната») — углубление, ниша в жилом интерьере или другом помещении. Преимущественно служит спальней, камерной комнатой.

## Происхождение термина
Слово «альков» происходит из арабского языка, в котором оно изначально обозначало шатёр. От мавров оно перешло со значением спальной или боковой комнаты сначала в испанский и португальский языки (исп. alcoba, порт. alcova), а затем и в остальные романские (итал. alcova; фр. alcôve). Из старофранцузского, где оно имело форму aucube, частью до сих[каких?] пор ещё сохранившуюся в значении шатра, оно введено Вольфрамом фон Эшенбахом в средненемецкий язык.

## История
В западноевропейской романской архитектуре подобные ниши возникали естественным образом из-за различной толщины стенной кладки, но уже в средневековье альков стал использоваться для расположения внутренних лестниц, либо камерного помещения, спальни, в которой устанавливали кровать. В последнем случае альков заменял традиционный балдахин. Особенно пышное оформление альковы получили в искусстве оформления интерьера стиля рококо. В первой четверти XVIII века во Франции ещё в период Регентства, стали появляться «комнаты с нишей» (фр. chambre en niche) — спальни с кроватью, расположенной в углублении. «Постепенно такие комнаты превращались в будуары, там помещали канапе, софу, туалетные столики и кресла; стены и потолок декорировали росписью, лепкой и драпировками».
Считается также, что в жилом интерьере западноевропейской архитектуры альков первым применил (в отдельных источниках: «придумал») французский архитектор Жан-Батист Александр Леблон. Альковы отделяли от основного помещения занавесями — драпри и использовали для дружеских встреч и бесед, интимных свиданий и даже для проведения литературных салонов. В таких случаях их называли: «Золотой альков» (Alcôve doré) или «Красивая ниша» (Belle alcôve).
Ещё одно французское название: «переулок» (фр. ruelle) или «обрамлённый переулок» (фр. ruelle encadrée), в тех случаях, когда альков ограждали балюстрадой, дверью или занавесями. Отсюда выражение «Альковы и переулки», обозначающее литературное движение и литературные салоны, проводимые в аристократических домах Франции XVIII века.

## Галерея

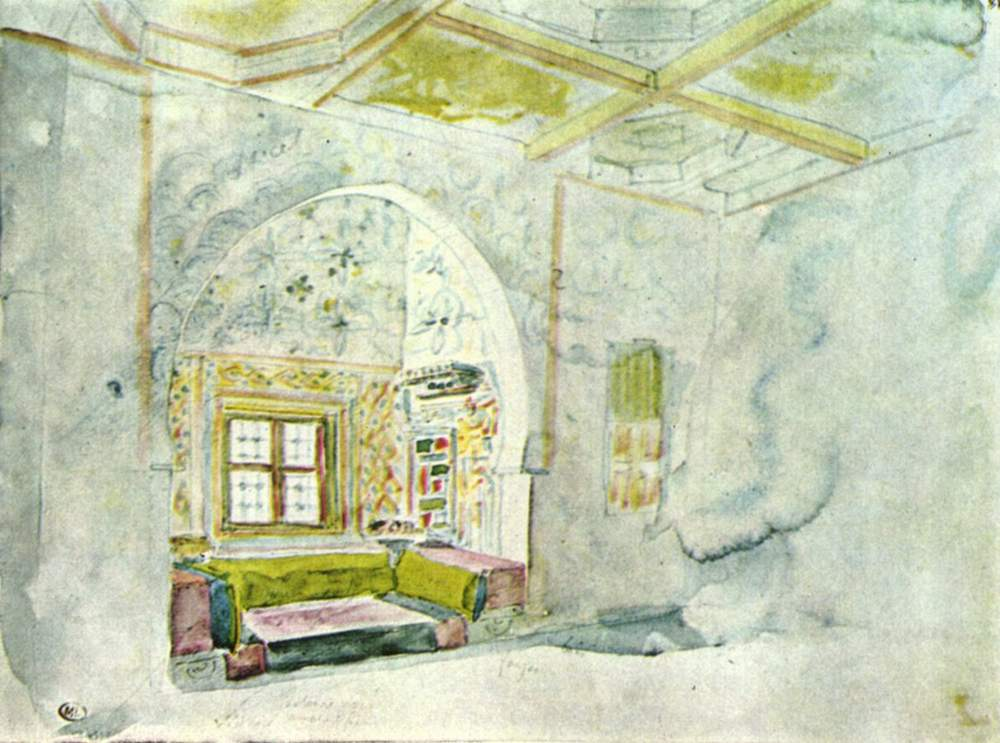
Э. Делакруа. Альков во дворце султанов Мекнеса. Ок. 1830. Бумага, акварель. Лувр, Париж
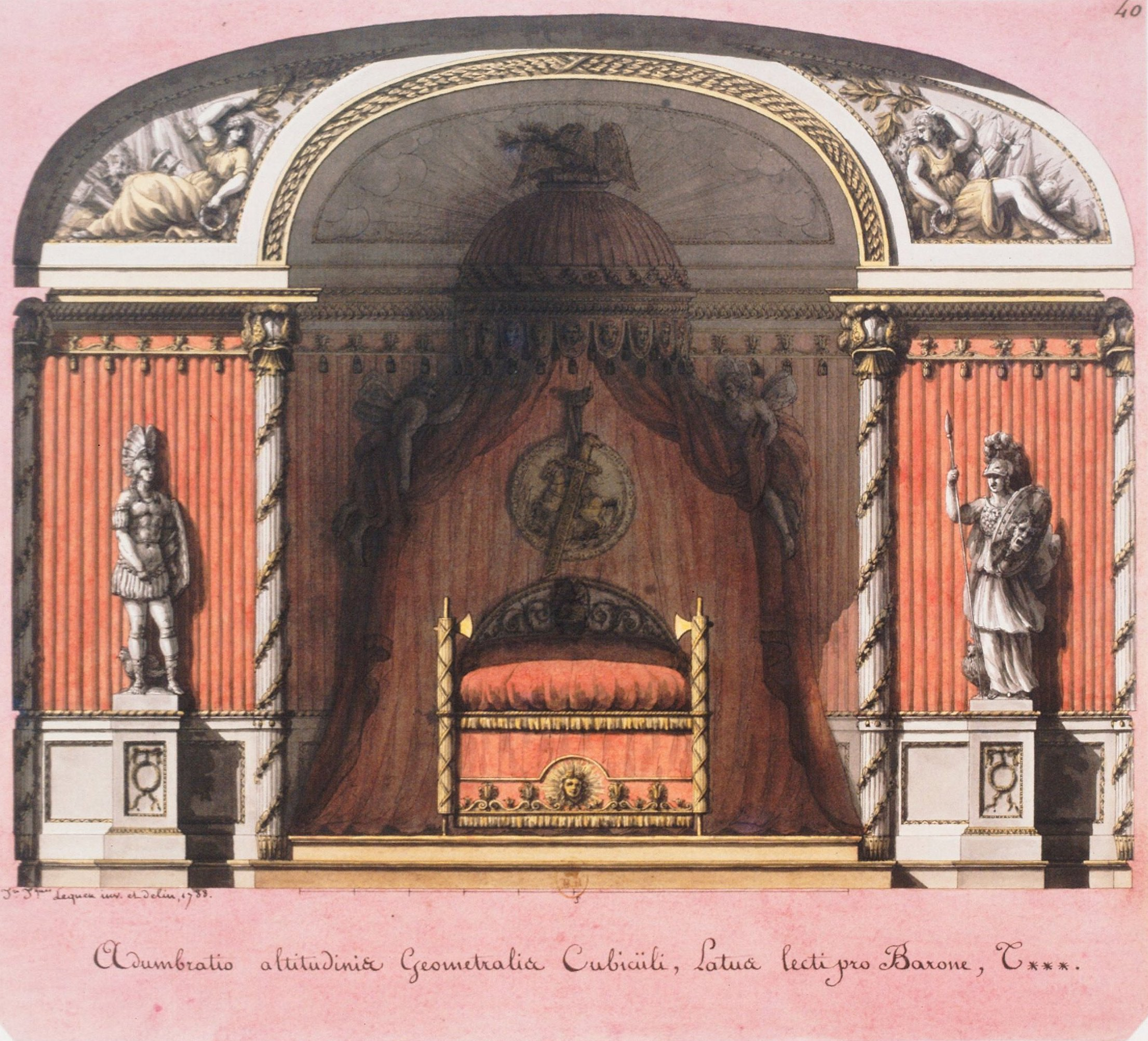
Ж.-Ж. Лекё. Старинная ниша для барона Т. 1788. Пергамент, акварель. Национальная библиотека Франции, Париж
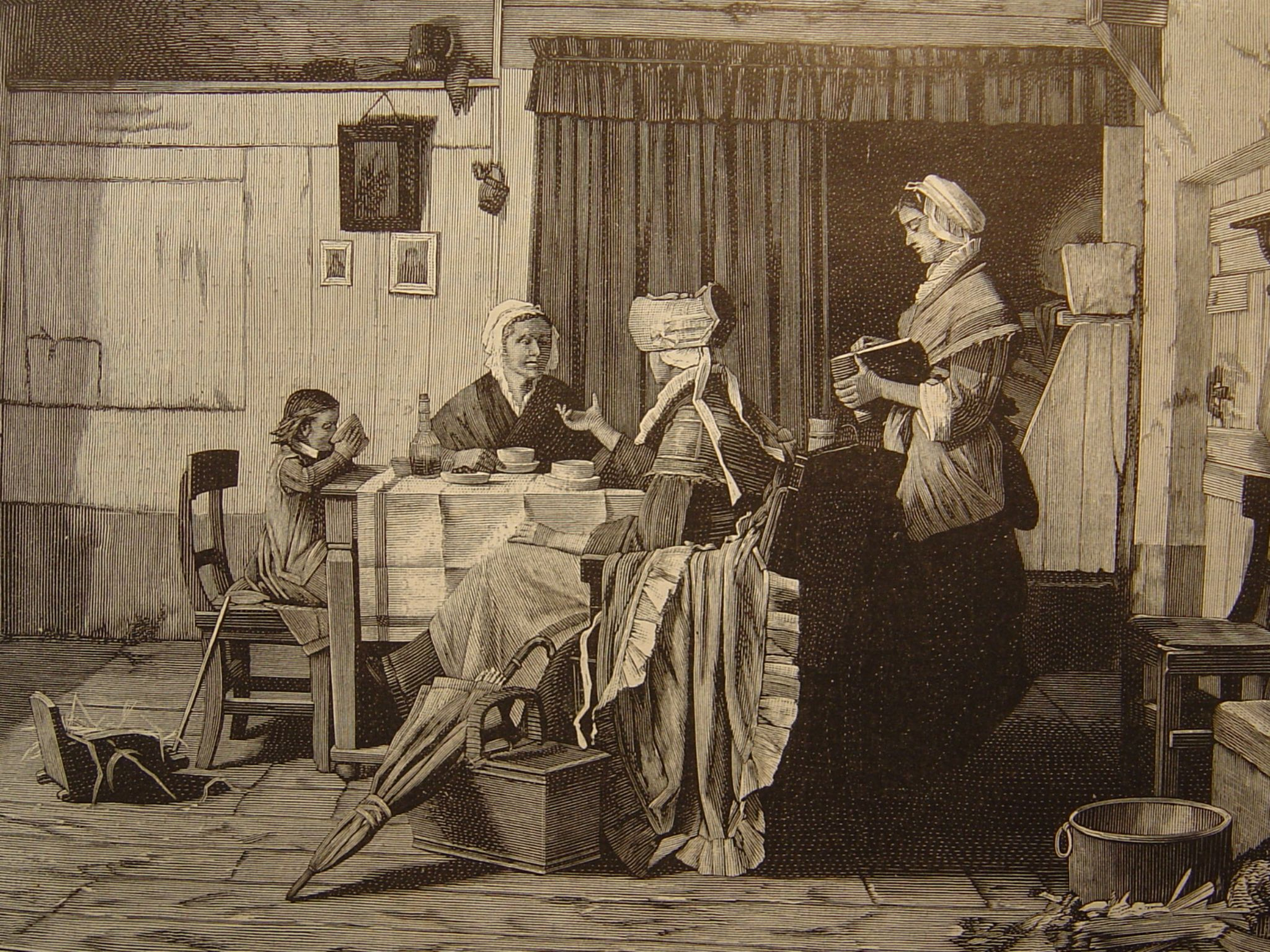
В. Раве. Деревенский интерьер. «Европейская иллюстрация», 1881. Гелиогравюра
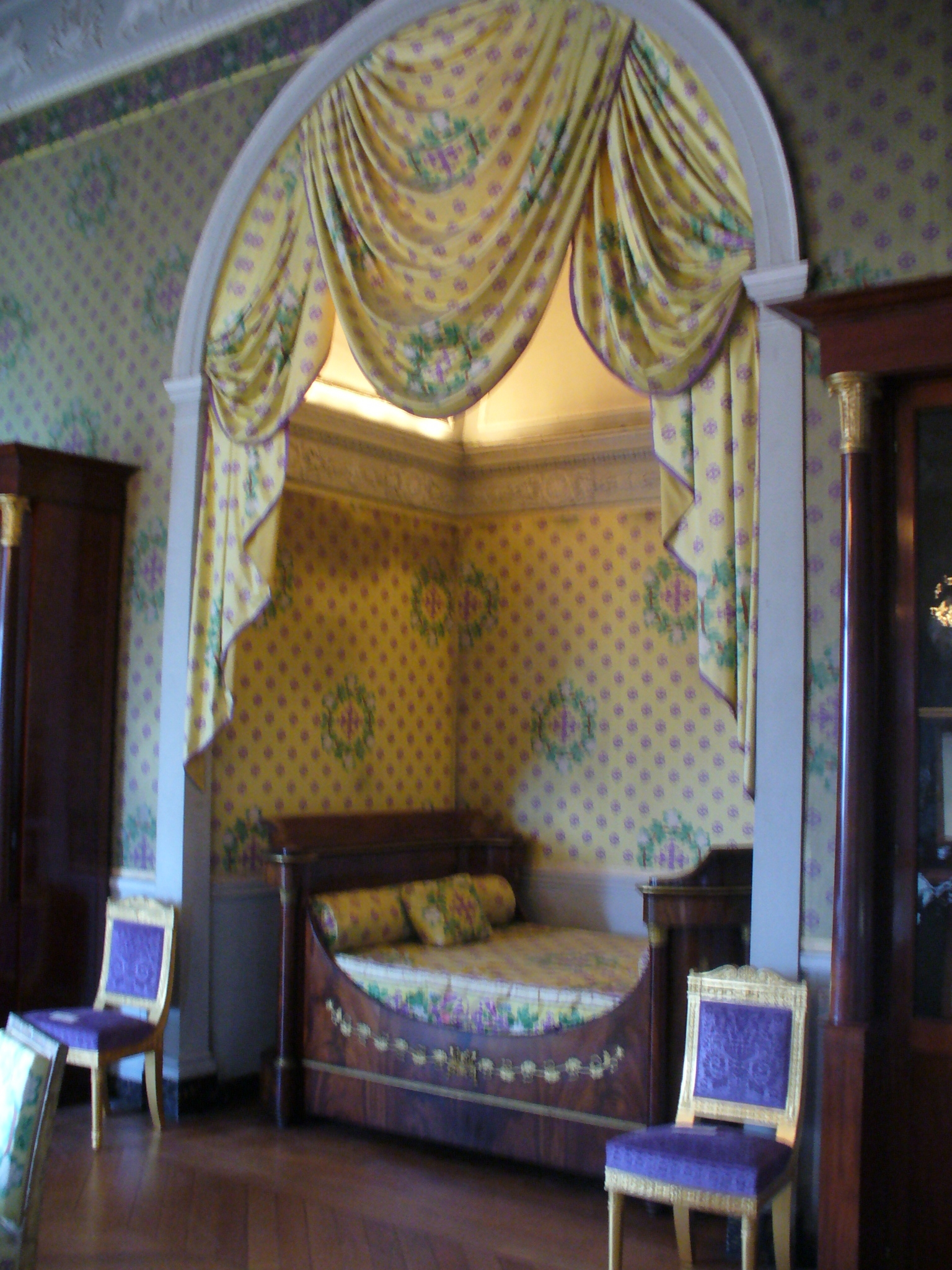
Кровать в алькове. Дворец Мезон-Лаффит. 1642—1649. Архитектор Ф. Мансар
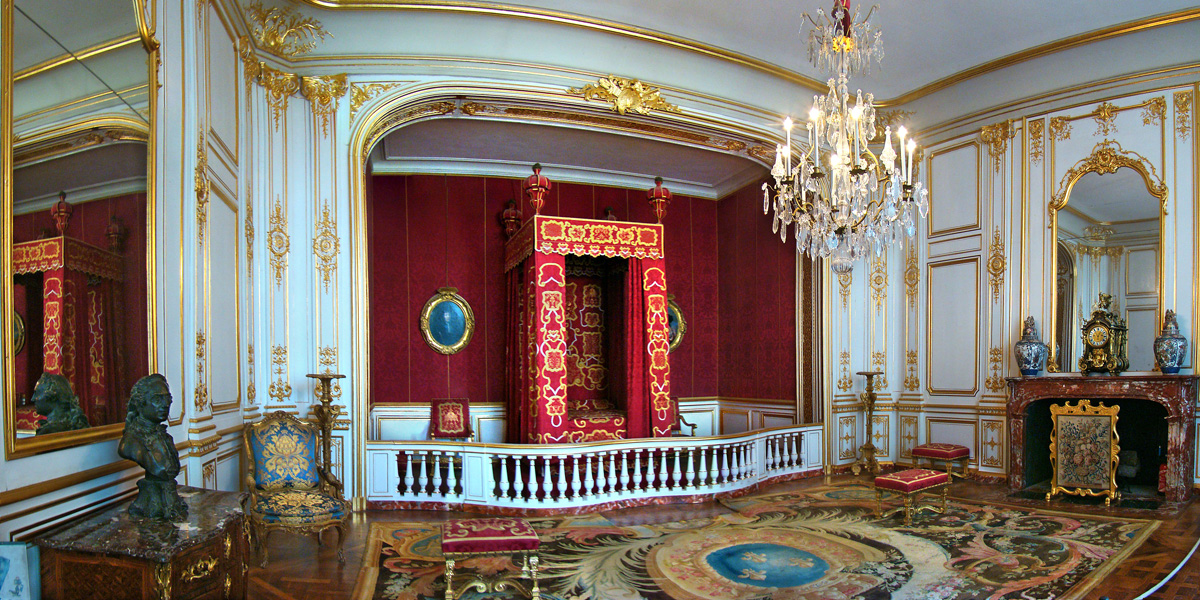
Церемониальная спальня Людовика XIV с балдахином в алькове. Замок Шамбор, Франция
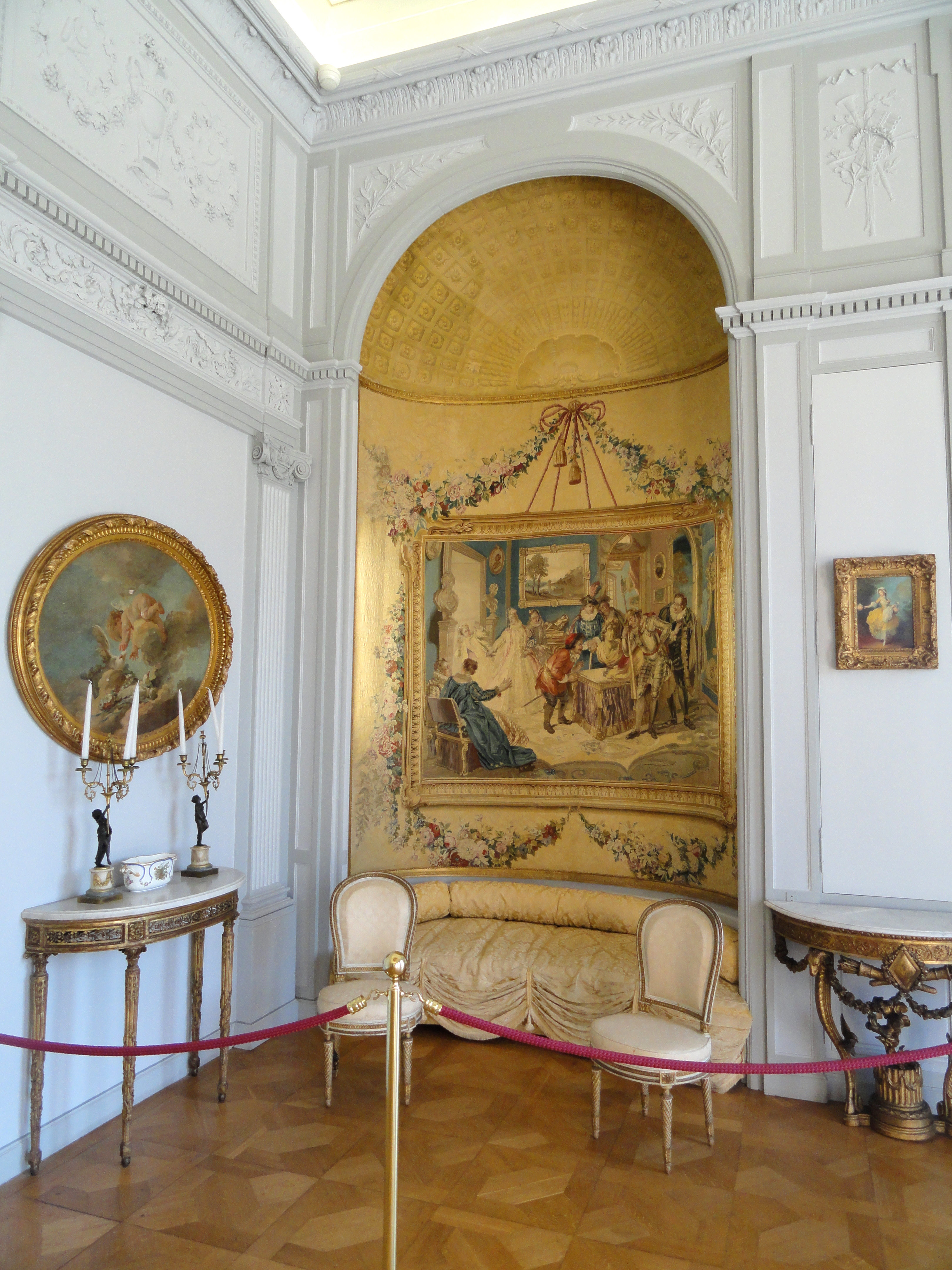
«Золотой альков» виллы Эфрусси-де-Ротшильд. Сен-Жан-Кап-Ферра, Франция
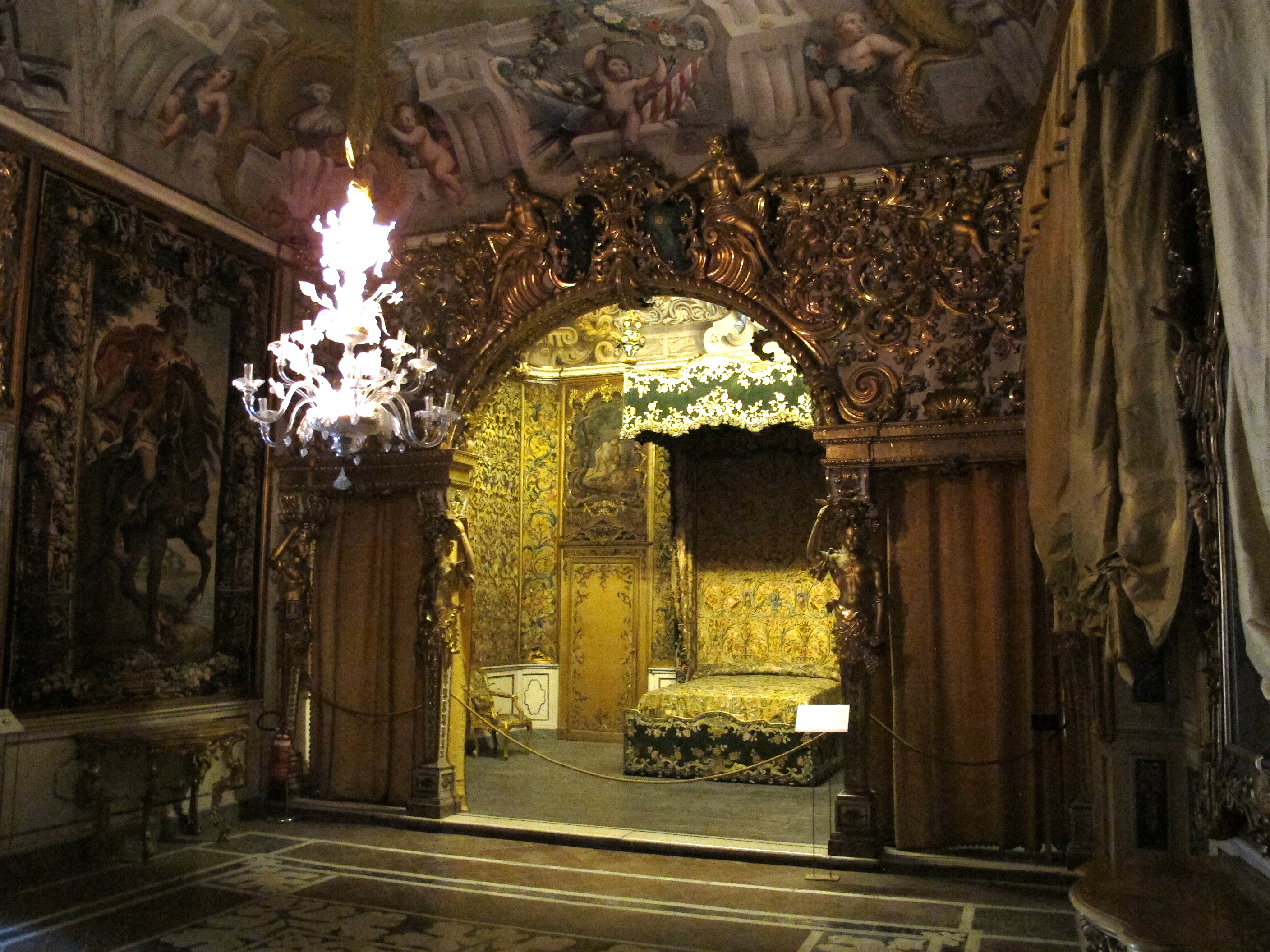
Альков в Музее Палаццо Манси. XVIII в. Лукка
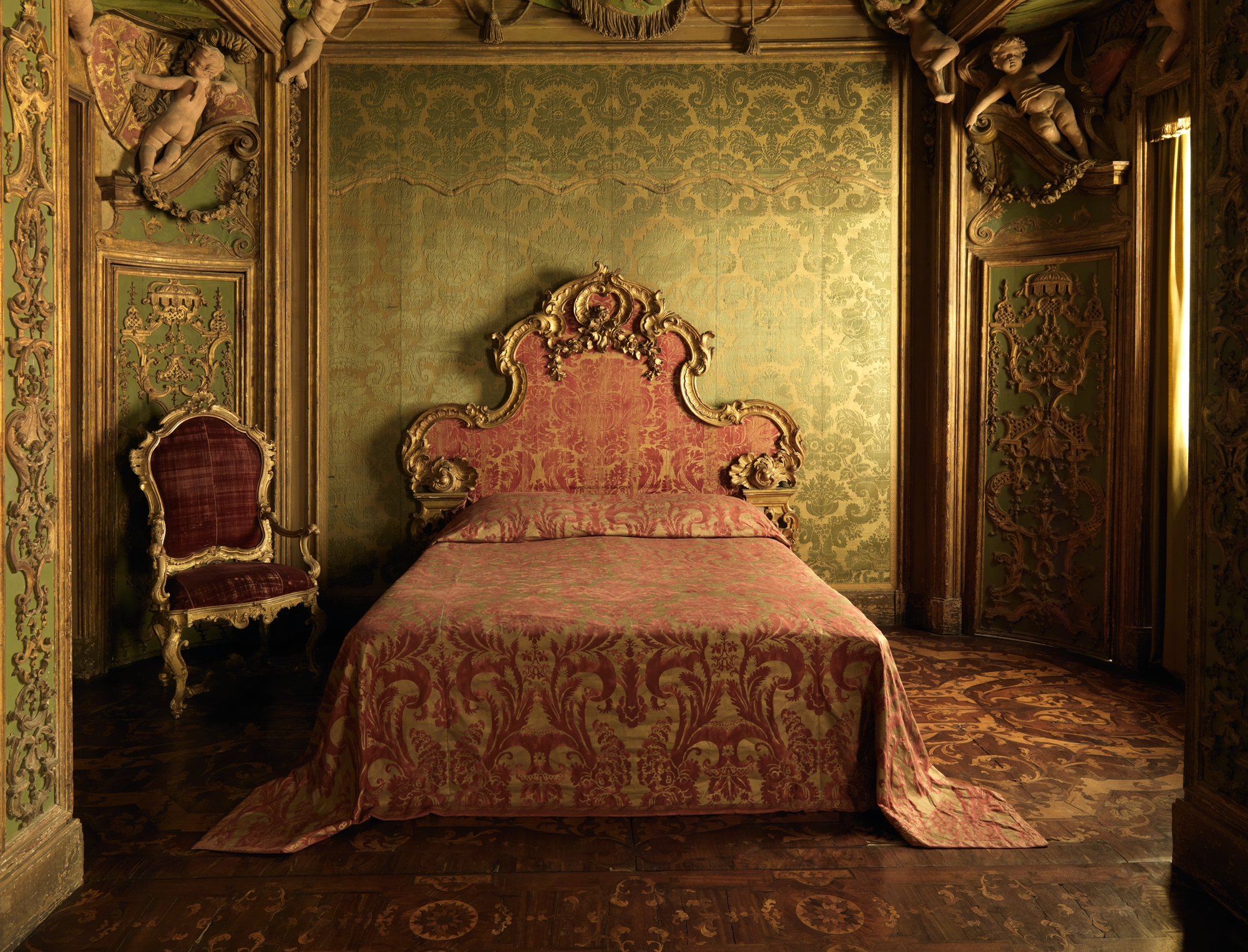
Альков из Палаццо Сагредо. Венеция. Ок. 1720. Метрополитен-музей, Нью-Йорк